# 羅斯克里克鎮區 (阿肯色州佩里縣)
羅斯克里克鎮區（英語：Rose Creek Township）是位於美國阿肯色州佩里縣的一個行政鎮區。

## 地方資料
羅斯克里克鎮區的面積為39.81平方千米，當中陸地面積為39.80平方千米，而水域面積為0.01平方千米。根據2010年美國人口普查的數據，當地共有人口208人，而人口密度為每平方千米5.22人。